# Lordkamarás Emberei

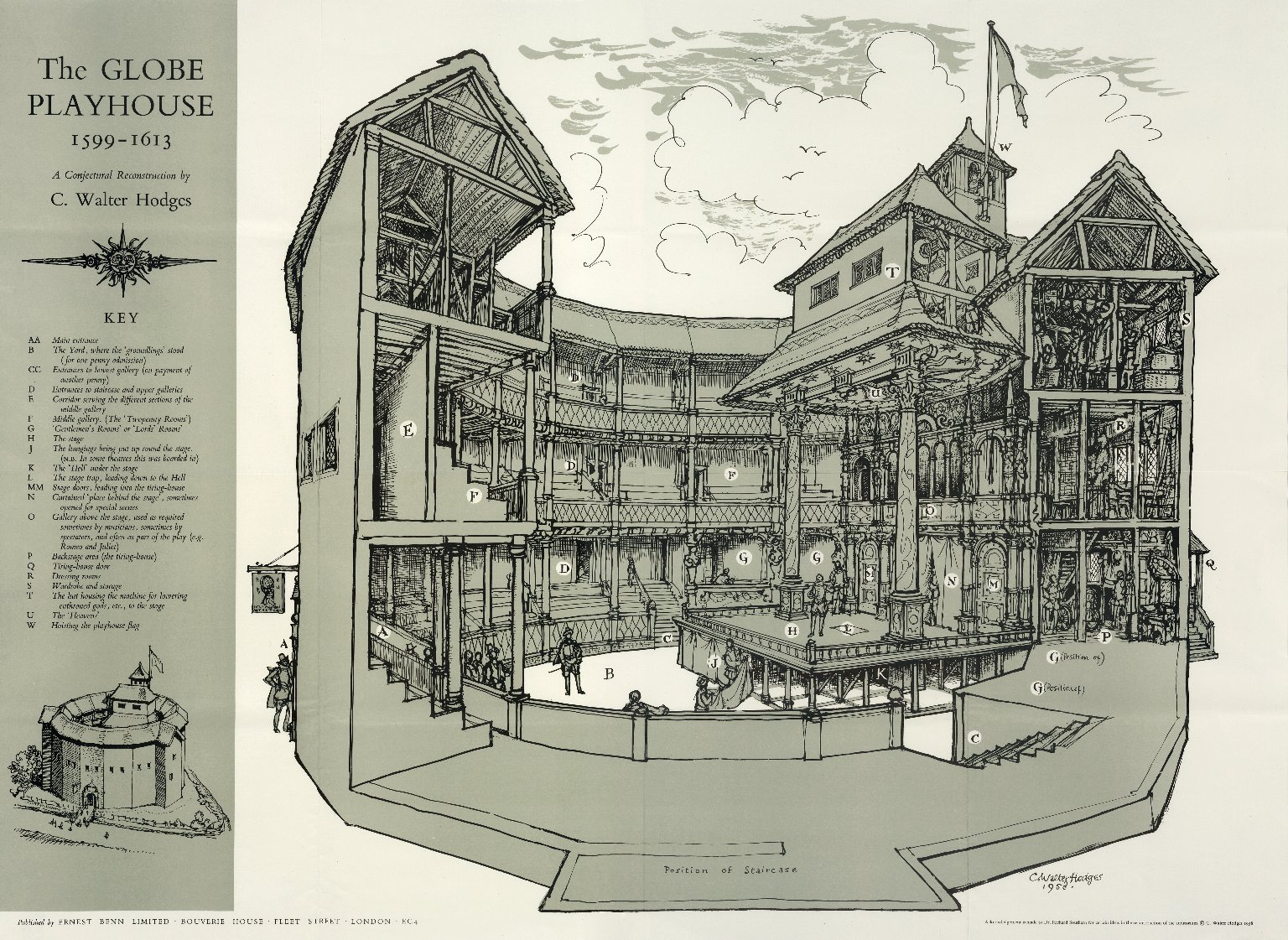
C. Walter Hodge Globe Színház rekonstrukciója

A Lordkamarás Emberei (angolul: Lord Chamberlain’s Men) londoni színtársulat volt, amely hírnevét elsősorban William Shakespeare-nek köszönheti. Shakespeare ennél a társulatnál írta legtöbb darabját (így például a Hamlet, dán királyfit, a Lear királyt és a Macbethet), valamint színészként is fellépett velük. A társulat másik híres tagja Richard Burbage színész és színháztulajdonos volt.
A színtársulatot 1594-ben, I. Erzsébet uralkodása alatt alapították Henry Carey mecénás támogatásával, aki a királyi ház kamarása volt (angolul: Lord Chamberlain). Carey 1596-ban bekövetkezett halála után a Lord Chamberlain's Men pártfogója Carey fia, George Carey lett. I. Jakab angol király 1603-as trónra kerülése után átvette a társulat támogatását, így az a Király Emberei (angolul: King's Men) néven működött tovább.

## Története
A Lordkamarás Emberei eleinte London keleti részén, a The Theatre nevű színházban, majd a Curtain Theatre-ben tevékenykedett. 1598-ban a The Theatre lebontásával megkezdődött a Globe Színház megépítése. A Globe 1599-ben készült el, és egészen leégéséig, 1613-ig működött.
A színtársulat születésében és életében fontos szerepet töltött be a Burbage család: James Burbage 1597-es haláláig vezette a társulatot, két fia, Richard és Cuthbert Burbage pedig mindketten tagjai voltak. A Lordkamarás Emberei nyolc résztulajdonosból, körülbelül ugyanennyi alkalmazott színészből és néhány fiatal tanoncból állt, akik kisebb vagy női szerepeket játszottak, és akik néha egy-egy felnőtt színész alatt dolgoztak.
További résztulajdonosok voltak William Kempe, George Bryan, Thomas Pope és Augustine Phillips, akik korábban mind a Lord Strange Emberei (angolul: Lord Strange's Men) színtársulat tagjai voltak. Szintén a Lord Strange's Men korábbi tagja volt a két fiatal színész, Henry Codell és John Heminges, akik az Első fólió elkészítésében való közreműködésükért is híresek.
William Shakespeare mint drámaíró és mint színész is fontos szerepet töltött be a társulatnál. Bár nem hagyott fel teljesen a színészkedéssel, hamar írói szerepe került előtérbe. A társulat legjelentősebb színésze Richard Burbage volt, aki legtöbbször főszereplőként állt a színpadra. Burbage játszotta például Hamletet, Othellót, Lear királyt és Macbeth-et.
Később egyes alkalmazott színészek  is résztulajdonossá váltak, így például William Sly és Richard Cowley.

## Előadások
A Lordkamarás Emberei elsősorban William Shakespeare drámáit adta elő. Az első darab, amelyet Shakespeare a társulatnak írt, valószínűleg a Szentivánéji álom volt. A következő években több színdarab is született, így például a Rómeó és Júlia, A lóvá tett lovagok, A velencei kalmár és Shakespeare egyes történelmi drámái.
Az első ismert, nem Shakespeare által írt darab, amelyet a társulat előadott, Ben Jonson Every Man in His Humour című műve volt 1598-ban.